# Regal (Star Trek: Generația următoare)
"The Royale" este un episod din al doilea sezon al serialul științifico-fantastic „Star Trek: Generația următoare”. Scenariul este scris de Tracy Tormé; regizor este Cliff Bole. A avut premiera la 27 martie 1989 .

## Prezentare
Riker, Worf și Data investighează o construcție pe un gigant gazos. Înăuntru, ei găsesc un cazinou reconstruit după un roman pământean mediocru.

## Vezi și
- 1989 în științifico-fantastic